# Паслён
Паслён (лат. Solánum) — крупный род растений семейства Паслёновые (Solanaceae), включающий около 1200 видов, произрастающих в субэкваториальном, тропическом, субтропическом и умеренном климате.
Многие виды рода являются важными сельскохозяйственными культурами (картофель, баклажан, томат) и лекарственными (паслён сладко-горький) растениями.
Виды Solánum lycopérsicum и Solanum etuberosum разошлись примерно 13–14 млн л. н., а гибридизация между ними ок. 8–9 млн л. н. привела к появлению клубневых видов, объединяемых в секцию Petota (Solanum section Petota), что совпало по времени с быстрым подъёмом Анд (6–10 млн л. н.)

## Ботаническое описание
Травы, кустарники или деревья различного внешнего облика: с лежащим, прямостоячим, ползучим стеблем, с простыми или перисто-рассечёнными листьями.
Цветки собраны в цимозные щитки, кисти или метёлки; венчик белый, жёлтый, фиолетовый или розовый. Чашечка о пяти — десяти зубчиках или долях; венчик колесовидный или широко колокольчатый, пятизубчатый; тычинки сходятся пыльниками в конус.
Плод — ягода.

## Распространение и среда обитания
В России из дикорастущих встречаются два вида: паслён чёрный и паслён сладко-горький.

## История
В произведении «Общая история дел Новой Испании» (1547—1577) Бернардино де Саагун, опираясь на сведения ацтеков о свойствах растений, впервые привёл различные сведения о множестве паслёнов (в том числе иллюстрации), которые обозначались на науатль соединительным словом «томатль»: костоматль, тлакокакаликкостоматль, мильтоматль, мильтоматотонти, шальтотоматль, койотоматль, койототоматль, тепетоматль, шитоматль.

## Классификация

### Таксономия
- Solanum L., 1753, Sp. Pl. : 184

Род Паслён (Solanum) включается в подсемейство Паслёновые (Solanoideae) семейства Паслёновые (Solanaceae) порядка Паслёноцветные (Solanales), последовательно входящего в более крупные клады Ламииды → Астериды → Суперастериды → Эвдикоты → Цветковые растения. Таксономическая схема в соответствии с Системой APG IV по состоянию на июнь 2024 года:
|  |                          |  |                                   |                                   |                      |  | еще 4 семейства | еще 4 семейства   |                         |  |                                                                 |  | еще 61 род | еще 61 род |  |
|  |                          |  |                                   |                                   |                      |  | еще 4 семейства | еще 4 семейства   |                         |  |                                                                 |  | еще 61 род | еще 61 род |  |
|  |                          |  |                                   | порядок Паслёноцветные            |                      |  |                 |                   | подсемейство Пасленовые |  |                                                                 |  |            |            |  |
|  |                          |  |                                   | порядок Паслёноцветные            |                      |  |                 |                   | подсемейство Пасленовые |  | 1 238 подтвержденных видов и 112 видов, ожидающих подтверждения |  |            |            |  |
|  | клада Цветковые растения |  |                                   |                                   | семейство Пасленовые |  |                 |                   | род Паслён              |  |                                                                 |  |            |            |  |
|  | клада Цветковые растения |  |                                   |                                   |                      |  |                 |                   |                         |  |                                                                 |  |            |            |  |
|  |                          |  | ещё 63 порядка цветковых растений | ещё 63 порядка цветковых растений |                      |  |                 | еще 7 подсемейств | еще 7 подсемейств       |  |                                                                 |  |            |            |  |
|  |                          |  |                                   | ещё 63 порядка цветковых растений |                      |  |                 |                   | еще 7 подсемейств       |  |                                                                 |  |            |            |  |

### Виды
Некоторые из них:
- Solanum aviculare — Паслён птичий
- Solanum dulcamara — Паслён сладко-горький
- Solanum incanum — Паслён седой
- Solanum laciniatum Aiton — Паслён дольчатый
- Solanum lycopersicum — Томат
- Solanum mammosum — Паслён сосочковый
- Solanum melongena — Баклажан
- Solanum muricatum — Пепино
- Solanum nigrum — Паслён чёрный
- Solanum pseudocapsicum — Паслён ложноперечный
- Solanum quitoense — Наранхилла
- Solanum retroflexum — Санберри
- Solanum rostratum — Паслён рогатый
- Solanum sessiliflorum — Кокона
- Solanum tuberosum — Картофель

| |  |  |  |  |  |
| Слева направо: Баклажан (Solanum melongena); Solanum sisymbriifolium; Паслён сосочковый (Solanum mammosum); Solanum marginatum; плод паслёна ложноперечного (Solanum pseudocapsicum); цветки Solanum rostratum |  |  |  |  |  |

### Синонимы
- Androcera Nutt.
- Aquartia Jacq.
- Cliocarpus Miers
- Cyphomandra Mart. ex Sendtn.
- Diamonon Raf.
- Dulcamara Hill.
- Lycopersicon Mill.
- Melongena Mill.
- Normania Lowe
- Nycterium Vent.
- Pheliandra Werderm.
- Pionandra Miers
- Pseudocapsicum Medik.
- Solanopsis Börner